# 毛茶属
毛茶属（学名：Antirhea）是茜草科下的一个属，为灌木或乔木植物。该属共有约40种，分布于马达加斯加至热带亚洲及大洋洲。